# Journey to the Center of the Earth (1959)
Journey to the Center of the Earth is een Amerikaanse avonturenfilm uit 1959, gebaseerd op de roman Naar het middelpunt der aarde van Jules Verne. De hoofdrollen werden vertolkt door Pat Boone, James Mason, Arlene Dahl, Peter Ronson, Diane Baker, Thayer David en Alan Napier. De regie was in handen van Henry Levin.

## Verhaal
Professor Oliver Lindenbrook, een geoloog van de Universiteit van Edinburgh, krijgt van Alec McEwen, een van zijn studenten, een stuk vulkanisch gesteente. In de steen ontdekt hij een schietlood met daarop een cryptische omschrijving. Lindenbrook en Alec concluderen dat dit schietlood afkomstig is van de IJslandse ontdekkingsreiziger Arne Saknussem, die 300 jaar geleden blijkbaar een toegangsweg had ontdekt tot het middelpunt van de aarde. Lindenbrook slaagt erin de tekst te vertalen en besluit samen met Alec dezelfde reis te maken die Saknussem gemaakt heeft. Vlak voordat het duo naar IJsland vertrekt, stuurt Lindenbrook nog een bericht aan zijn collega, professor Goetaborg. Deze heeft echter ook zijn zinnen gezet op een reis naar het middelpunt der aarde en wil Lindenbrook koste wat het kost voor zijn.
Lindenbrook en Alec worden in IJsland gevangengenomen door Goetaborg en zijn handlanger en opgesloten in een kelder. Ze worden bevrijd door de jonge atletische IJslander Hans Belker en zijn huisdier, eend Gertrude. Het trio haast zich naar de herberg waar Goetaborg zich bevindt, maar daar aangekomen blijkt hij te zijn vergiftigd met kaliumcyanide. Lindenbrook vermoedt dat de dader een andere, rivaliserende wetenschapper is.
Door Goetaborgs dood kunnen Alec en Lindenbrook al diens spullen en hulpmiddelen meenemen voor de expeditie. Goetaborgs weduwe, Carla, geeft de twee heren deze spullen op voorwaarde dat ze mee mag. Hans sluit zich ook bij het gezelschap aan en de vier verkenners beginnen aan hun afdaling in een vulkaan.
Gedurende de reis belandt het viertal in een wonderbaarlijke onderaardse wereld. Ze volgen het pad dat Saknussem 300 jaar eerder ook heeft afgelegd. Al snel blijkt de moordenaar van professor Goetaborg zich ook onder de grond te bevinden. Deze moordenaar is graaf Arne Saknussem, een nakomeling van Saknussem. Hij is van mening dat alleen hij het recht heeft het binnenste van de aarde te bezoeken, aangezien zijn voorouder dit ook heeft gedaan. Uiteindelijk wordt Arne door de groep gevangengenomen en gedwongen met hen mee te reizen.
Het vijftal vindt een onderaardse binnenzee, met in het midden een kolossale draaikolk. Deze wordt veroorzaakt door het feit dat de magnetische noord- en zuidpool elkaar hier treffen, wat betekent dat ze bij het centrum van de aarde zijn beland. De groep steekt de oceaan over per vlot.
Al snel is de groep door haar voorraden heen. Gedreven door honger vermoordt Arne eend Gertrude. Woedend jaagt Hans Arne een doodlopende gang in, waar hij door een aardbeving wordt begraven onder vallend gesteente. Door de aardbeving belandt de groep in de ruïnes van een oude stad: het legendarische Atlantis. In de ruïnes vindt de groep tevens het stoffelijk overschot van de eerdere Saknussem.
De ruïnes blijken zich vlak bij een vulkaankrater te bevinden. De groep ziet hierin een weg naar buiten, en gebruikt een zak buskruit die bij Saknussems lichaam lag om een vulkaanuitbarsting te veroorzaken. De groep klimt in een grote stenen schaal, die vervolgens door de lava via de vulkaan naar buiten wordt gespuwd. Ze landen veilig in zee.
De groep keert veilig terug naar Edinburgh, waar ze als nationale helden worden onthaald.

## Rolverdeling
| Acteur             | Personage              |
| ------------------ | ---------------------- |
| James Mason        | Sir Oliver Lindenbrook |
| Pat Boone          | Alec McEwen            |
| Arlene Dahl        | Carla Goetaborg        |
| Peter Ronson       | Hans Belker            |
| Thayer David       | Count Saknussem        |
| Robert (Bob) Adler | Groom                  |
| Alan Napier        | Dean                   |
| Diane Baker        | Jenny                  |
| Ivan Triesault     | Professor Goetaborg    |
| Alex Finlayson     | Professor Boyle        |

## Prijzen en nominaties
In 1960 werd “Journey to the Center of the Earth” genomineerd voor drie Academy Awards:
- Best Art Direction-Set Decoration, Color
- Beste effecten
- Beste geluid

Datzelfde jaar werd de film tweede bij de Golden Laurel award voor Top Action Drama.